# Estado neoincaico
El Estado neoincaico, Imperio neoincaico de Vilcabamba o, simplemente, Reino de Vilcabamba, fue un reino independiente incaico surgido en respuesta a la conquista española del Imperio incaico. Fue fundado en 1537 por Manco Inca, (hijo del emperador Inca Huayna Cápac). Su territorio comprendía principalmente la selva alta del actual departamento del Cusco. 
Se le considera un Estado andino, aunque notoriamente influenciado por la cultura amazónica dada su ubicación geográfica. El reino duró hasta 1572, cuando se conquistó la capital Vilcabamba, y el último gobernante, Túpac Amaru I (hijo de Manco), fue capturado y ejecutado, acabando así con la autoridad política de la resistencia inca.

## Historia

### Remanentes imperiales en Vilcabamba
La región de Vilcabamba había sido parte del Imperio incaico desde el reinado de Pachacútec (1438-1471). Durante la caída del Tahuantinsuyo, Túpac Hualpa fue un gobernante títere coronado por el conquistador español Francisco Pizarro. Después de su muerte, Manco Inca se unió a Pizarro y Diego de Almagro en Jaquijahuana. Cuando la fuerza de Pizarro llegó a Cuzco, hizo que los curacas reconocieran a Manco como su Inca. Luego, Manco Inca se unió a Almagro y Hernando de Soto en la búsqueda de Quizquiz.
Cuando Pizarro salió de Cuzco con Almagro y Manco Inca, por Jauja en busca de Quizquiz, Francisco dejó a sus hermanos menores Gonzalo Pizarro y Juan Pizarro como regidores, y una guarnición de noventa hombres en la ciudad. Los hermanos Pizarro maltrataron tanto a Manco Inca que finalmente intentó escapar en 1535. Fracasó y fue capturado y encarcelado. Hernando Pizarro lo dejó en libertad para recuperar una estatua dorada de su padre Huayna Cápac. Solo acompañado por dos españoles, se escapó fácilmente por segunda vez. Manco luego reunió un ejército de 100.000 guerreros incas y sitió Cuzco a principios de 1536, aprovechando la ausencia de Diego de Almagro. Después de diez meses (ver Sitio del Cuzco), Manco se retiró a la cercana fortaleza de Ollantaytambo en 1537. Aquí Manco repelió los ataques de los españoles en la batalla de Ollantaytambo.
Manco coordinó su asedio de Cusco con uno en Lima, dirigido por uno de sus capitanes, Quizu Yupanqui. Los incas lograron derrotar cuatro expediciones de socorro enviadas por Francisco Pizarro desde Lima. Esto resultó en la muerte de casi 500 soldados españoles. Algunos españoles fueron capturados y enviados a Ollantaytambo. Sin embargo, con la posición de los españoles consolidada por los refuerzos de Almagro, Manco Inca decidió que Ollantaytambo estaba demasiado cerca de Cuzco para ser sostenible, por lo que se retiró más al oeste. Abandonando Ollantaytambo (y abandonando efectivamente las tierras altas del imperio), Manco Inca se retiró a Vitcos y finalmente a las remotas selvas de Vilcabamba.

### Relaciones con España
En Vilcabamba el estado conocido como el Estado Neoincaico fue establecido por Manco, y Vilcabamba se convirtió en la capital del estado hasta la muerte de Túpac Amaru I en 1572. Desde allí, continuó sus ataques contra los huancas, unos de los aliados más importantes de los españoles, teniendo cierto éxito después de feroces batallas, y a las tierras altas de la actual Bolivia, donde después de muchas batallas su ejército fue derrotado. Después de la guerra de guerrillas en las regiones montañosas de Vilcabamba, Manco fue asesinado en 1544 por partidarios de Almagro, quien previamente habían asesinado a Pizarro y que se escondían bajo la protección de Manco. A su vez, todos fueron asesinados por los soldados de Manco.
A Manco lo sucedió su hijo Sayri Túpac. Tenía cinco años en ese momento. Se convirtió en Inca en Vilcabamba, reinando durante diez años con la ayuda de regentes. Este fue un tiempo de paz con los españoles. El gobernador Pedro de la Gasca se ofreció a proporcionarle a Sayri Túpac tierras y casas en Cuzco si salía del aislado Vilcabamba. Sayri Túpac aceptó, pero durante los preparativos su pariente Paullu Inca murió repentinamente. Esto fue tomado como un mal augurio (o una señal de la traición española), y Sayri Túpac permaneció en Vilcabamba. En 1557 Sayri Túpac accedió a dejar Vilcabamba y viajó para encontrarse con el virrey Andrés Hurtado de Mendoza en Lima. Sayri Túpac renunció a su derecho de ser sucesor del Imperio inca y aceptó el bautismo, como Diego. A cambio recibió un perdón total, el título de Príncipe de Yucay y grandes propiedades con ricas rentas. Se hizo residente en Yucay, a un día de viaje al noreste de Cuzco. Significativamente, dejó atrás la franja roja real, símbolo de su autoridad.
En 1561, Sayri Túpac murió repentinamente, y su medio hermano Titu Cusi Yupanqui tomó el control de Vilcabamba y la resistencia inca a los españoles. Durante su gobierno en Vilcabamba, el gobernador provisional Lope García de Castro quiso negociar con él. Las negociaciones trataban de que Cusi dejara Vilcabamba y aceptara una pensión de la Corona. Después de que las negociaciones se intensificaron, alrededor de 1568, Titi Cusi fue bautizado en la Iglesia católica, como Diego de Castro.

### Anexión al Virreinato del Perú

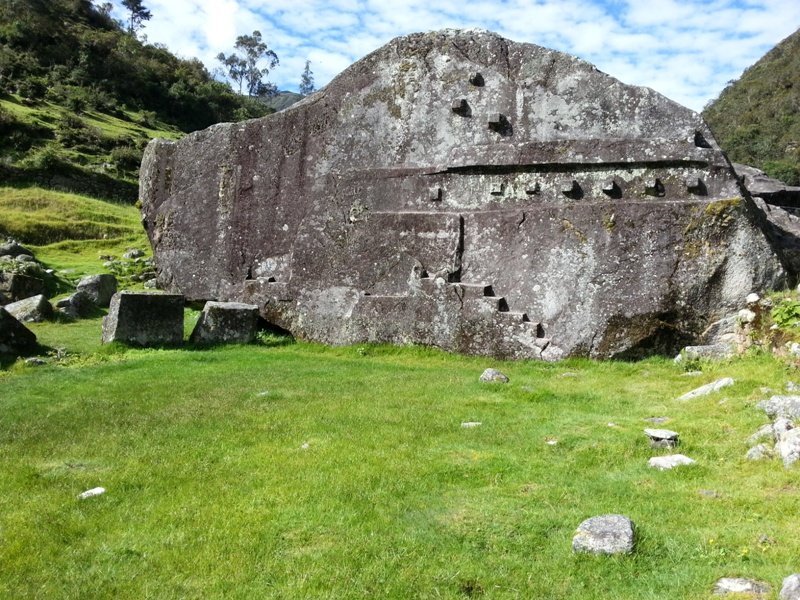
El santuario Yurak Rumi, que fue quemado por sacerdotes españoles en 1570.

Dos semanas después de la declaración de guerra, un pequeño grupo de soldados españoles había capturado un puente clave en la frontera del Estado Neoincaico, desde el cual Toledo reunió a su ejército. El 1 de junio comenzó el primer enfrentamiento de la guerra en el valle de Vilcabamba. Túpac Amaru I atacó inicialmente con la moral alta, a pesar de estar mal equipado. En repetidas ocasiones, el Inca intentó levantar el asedio de los españoles y sus aliados nativos, pero se vieron obligados a retirarse. El 23 de junio el fuerte de Huayna Pucará se rindió al fuego de artillería española. El ejército neoinca ahora en retirada optó por abandonar su última ciudad y dirigirse a la jungla para reagruparse. El 24 de junio los españoles entraron en Vilcabamba para encontrarla desierta y el Sapa Inca desaparecido. La ciudad había sido completamente destruida y el Estado Neo-Inca dejó de existir oficialmente. Túpac Amaru I fue posteriormente capturado y ejecutado por los españoles.

## Modernización del reino
Los incas tardaron aproximadamente dos décadas en cerrar la brecha tecnológica con los españoles. Ya en 1537, cuando Manco Inca los derrotó en Pilcosuni, tomaron posesión de las modernas armas españolas, incluidos arcabuces, artillería y ballestas. En 1538, se registró que Manco Inca tenía la habilidad suficiente para montar a caballo en la batalla. A principios de la década de 1540, varios refugiados españoles en Vilcabamba enseñarían a los guerreros neoincas a usar las armas españolas. En la década de 1560, se registró que muchos incas habían desarrollado una habilidad considerable en el uso de arcabuces y caballos para montar.

## Lista de gobernantes del Reino de Vilcabamba
Para un listado de gobernantes, véase Anexo:Incas de Vilcabamba